# لونچانیک
لونچانیک (به صربی: Lončanik) یک روستا در صربستان است که در Ub Municipality واقع شده‌است.
 لونچانیک ۷٫۹۴ کیلومتر مربع مساحت و ۴۷۷ نفر جمعیت دارد و ۹۰ متر بالاتر از سطح دریا واقع شده‌است.